# Karl Peschel
Karl Peschel (* 6. Juni 1934 in Hellerau bei Dresden; †  19. August 2019 in Jena) war ein deutscher Prähistoriker mit besonderem Schwerpunkt auf der vorrömischen Eisenzeit. 

## Leben
Peschel studierte Ur- und Frühgeschichte in Jena, wo er am 23. November 1960 mit der Dissertation Die vorgeschichtliche Keramik der Gleichberge bei Römhild, Landkreis Meiningen, Bezirk Suhl promoviert wurde. Seit 1959 war Peschel, zunächst als Assistent bzw. Oberassistent, am Aufbau eines Studienganges für Vor- und Frühgeschichte in Jena beteiligt. Nach Schließung des Vorgeschichtlichen Museums bzw. Instituts für Prähistorische Archäologie 1969 im Zuge der 3. Hochschulreform der DDR wirkte er zunächst als Kustos am Bereich für Ur- und Frühgeschichte der Sektion Geschichte der Universität Jena und bewahrte in dieser Funktion die bedeutende Studiensammlung vor der Auflösung. 1977 wurde er zum Leiter des Bereichs ernannt und 1979 zum Hochschuldozenten berufen. Von 1993 bis zu seiner Emeritierung 1999 war er Professor für Ur- und Frühgeschichte an der Universität Jena und betrieb intensiv den Wiederaufbau des Studiengangs Vor- und Frühgeschichte, der seit 1969 nur im Rahmen der Lehrerausbildung erfolgt war. 
Peschel war korrespondierendes Mitglied des Deutschen Archäologischen Instituts und seit 1994 Mitglied der Philologisch-historischen  Klasse der Sächsischen Akademie der Wissenschaften zu Leipzig. Er lebte in Jena.

## Veröffentlichungen (Auswahl)
- Anfänge germanischer Besiedlung im Mittelgebirgsraum. Deutscher Verlag der Wissenschaften, Berlin 1978, urn:nbn:de:bsz:14-db-id18789185598.
- Das elbgermanische Gräberfeld Großromstedt in Thüringen. Eine Bestandsaufnahme. Römisch-Germanische Forschungen 74, Mainz 2018, ISBN 978-3-8053-5148-5.